# Mount Geikie, Tasmanien
Mount Geikie är ett berg i Australien. Det ligger i regionen West Coast och delstaten Tasmanien, i den sydöstra delen av landet, omkring 180 kilometer nordväst om delstatshuvudstaden Hobart. Toppen på Mount Geikie är 1 191 meter över havet, eller 636 meter över den omgivande terrängen. Bredden vid basen är 20,5 km.
Trakten runt Mount Geikie är nära nog obefolkad, med mindre än två invånare per kvadratkilometer.. Närmaste större samhälle är Queenstown, omkring 12 kilometer söder om Mount Geikie. 
I omgivningarna runt Mount Geikie växer i huvudsak städsegrön lövskog. Genomsnittlig årsnederbörd är 2 407 millimeter. Den regnigaste månaden är september, med i genomsnitt 283 mm nederbörd, och den torraste är februari, med 92 mm nederbörd.